# Allomicrocotyla onaga
Allomicrocotyla onaga är en plattmaskart. Allomicrocotyla onaga ingår i släktet Allomicrocotyla och familjen Allomicrocotylidae. Inga underarter finns listade i Catalogue of Life.